# Mason (Illinois)
Mason es un pueblo ubicado en el condado de Effingham en el estado estadounidense de Illinois. En el Censo de 2020 tenía una población de 323 habitantes. 

## Geografía
Mason se encuentra ubicado en las coordenadas 38°57′16″N 88°37′37″O / 38.95444, -88.62694. Según la Oficina del Censo de los Estados Unidos, Mason tiene una superficie total de 3.35 km², de la cual 3.33 km² corresponden a tierra firme y (0.39%) 0.01 km² es agua.

## Demografía
Según el censo de 2010,[./Mason_(Illinois)#cite_note-GR2-4 [4]] había 323 personas residiendo en Mason. La densidad de población era de 119.00 hab./km². De los 323 habitantes, Mason estaba compuesto por el 88.85% blancos, el 0.93% eran afroamericanos, el 0.62% eran amerindios, el 1.24% eran asiáticos, el 0% eran isleños del Pacífico, el 1.86% eran de otras razas y el 6.50% pertenecían a dos o más razas. Del total de la población el 1.86% eran hispanos o latinos de cualquier raza.